# هرمان هيلر
هرمان هيلر (بالألمانية: Hermann Heller )‏، (17 يوليو 1891 - 5 نوفمبر 1933) عالِم قانون وفيلسوف ألماني من أصل يهودي. كان نشطًا في الجناح غير الماركسي للحزب الاشتراكي الديمقراطي الألماني (SPD) من خلال جمهورية فايمار. حاول هيلر صياغة الأسس النظرية لعلاقة الاشتراكية الديمقراطية بالدولة، والقومية. كان نشطًا سياسيًا في الدائرة المحافظة نسبيًا في هوفغيزمار (Hofgeismarer Kreis) التابعة للحزب الاشتراكي الديمقراطي، ويُعتقد أنه كان مؤلفًا لبيان المبادئ الخاص بتلك المجموعة.

## السيرة الذاتية
وُلِد هيرمان هيلر في 17 يوليو 1891 في مدينة تِشِن، سيليزيا النمساوية (التي كانت جزءًا من الإمبراطورية النمساوية-المجرية آنذاك). خلال الحرب العالمية الأولى، تطوع للجيش وخدم في فوج مدفعي نمساوي-مجري، حيث أصيب بمرض قلبي أثناء وجوده في الجبهة. في عام 1921، تزوج هيلر من الراقصة غيرترود فالكه (ابنة الشاعر الألماني الشهير غوستاف فالكه)، وأنجبا ثلاثة أطفال: جين، وروث، ولوكاس. كان له أيضًا أحفاد من بينهم لوسي هيلر، وبرونو هيلر، وإميلي هيلر، وزوي هيلر. في عام 1928، كان له علاقة قصيرة مع إليزابيث لانغاسر، وأنجبا ابنة تُدعى كورديليا وُلدت في 1929.

## العمل الأكاديمي والسياسي
كان هيلر مشاركًا في العديد من النقاشات السياسية والجدل الفكري، وكان من بين أبرز الأشخاص الذين ناقش معهم: هانس كيلسن، وكارل شميت، وماكس آدلر. يمكن تلخيص نظريات هيلر على أنها إعادة تفسير للنظرية الاجتماعية الهيغلية وتعديل للأفكار الإصلاحية التي طرحها إدوارد بيرنشتاين. كان هيلر يدعو إلى دمج الطبقة العاملة في الهياكل الاجتماعية والثقافية والسياسية لدولة الأمة. في مواجهة كارل شميت، جادل هيلر بأنه ليس حالة الطوارئ هي ما يحدد السيادة، بل الحالة من الاستقرار الاجتماعي والسياسي. يُنظر إليه عمومًا على أنه كان له تأثير كبير على كارلو شميت، الذي كان له دور بارز في صياغة الدستور الألماني وكان القوة الرئيسية وراء إصلاح الحزب الاشتراكي الديمقراطي.

## الإرث
في عام 1933، اضطُر هيلر للخروج إلى المنفى في إسبانيا مع زوجته وأطفاله، حيث توفي في مدريد في نفس العام، تاركًا عمله الرئيسي "نظرية الدولة" (Staatslehre) غير مكتمل. تم نشر أعماله الكاملة في ثلاثة مجلدات بواسطة دار نشر "موهر فيرلاج" في توبنغن.
في الآونة الأخيرة، شهدت أعمال هيلر اهتمامًا متجددًا، خاصة في ألمانيا. تم ترجمة بعض أعماله إلى الإنجليزية. كما كانت أفكاره مؤثرة في كل من اليابان والعالم الناطق بالإسبانية. بين علماء السياسة الذين يدرسون الديمقراطية، الليبرالية، والاستبداد، أُعيد الاهتمام بأعماله في العقدين الأخيرين من القرن الواحد والعشرين، حيث يُنسب إليهم أصل مصطلح "الليبرالية الاستبدادية" في مقال له نُشر عام 1933.

## روابط خارجية
- هرمان هيلر على موقع الموسوعة البريطانية (الإنجليزية)